# استاد باولو موتزا
استاد باولو موتزا (بالإيطالية: Stadio Paolo Mazza)‏ هو ملعب متعدد الاستخدامات في فرارة بإيطاليا. يتم استخدامه حاليًا في الغالب لمباريات كرة القدم وهو ملعب سبال.
تم افتتاحه في سبتمبر 1928 باسم الاستاد الكوميوني؛ في البداية، كانت سعتها 4.000. اُطي اسمه الحالي في فبراير 1982 لتكريم الرئيس السابق للنادي باولوا ماتسا، الذي توفي قبل شهرين.